# Hrebinkî
Hrebinkî (în ucraineană Гребінки) este o așezare de tip urban din raionul Vasîlkiv, regiunea Kiev, Ucraina. În afara localității principale, nu cuprinde și alte sate.

## Demografie
Componența lingvistică a așezării de tip urban Hrebinkî
     Ucraineană (96%)
     Rusă (3,17%)
     Alte limbi (0,51%)
Conform recensământului din 2001, majoritatea populației așezării de tip urban Hrebinkî era vorbitoare de ucraineană (96%), existând în minoritate și vorbitori de rusă (3,17%).